# Большое Гатище
Большо́е Гати́ще (бел. Вялікае Гацішча, также Большие Гатищи) — деревня в Барановичском районе Брестской области Белоруссии. Входит в состав Столовичского сельсовета. Население по переписи 2019 года — 43 человека.

## География
Расположена в 15 км по автодорогам к северу от Барановичей и в 5 км к северу от центра сельсовета, агрогородка Столовичи. По населённому пункту протекает речка Смолянка, правый приток Щары, имеется ферма КРС.

## История
По письменным источникам известна с XVI века как деревня: в 1567 году шляхтич П. Биштовтович выделил для войска ВКЛ одного конного воина. После второго раздела Речи Посполитой — в составе Российской Империи.
В 1909 году — деревня (25 дворов, 135 жителей) и два имения (в сумме 34 человека) Столовичской волости Новогрудского уезда Минской губернии. На карте 1910 года имеет название Гацище.
После Рижского мирного договора 1921 года — деревня и фольварк в составе гмины Столовичи Барановичского повета Новогрудского воеводства Польши. По переписи 1921 года в деревне проживало 122 человека (62 мужчины, 60 женщин) в 21 жилом здании, все поляки (по вероисповеданию — 109 православных и 13 римских католиков), а в фольварке — 40 человек (22 мужчины, 18 женщин) в 16 жилых зданиях, также все поляки (33 римских католика, 6 православных и 1 лютеранин). Рядом находились деревня и фольварк Малое Гатище, ныне не существующие.
С 1939 года — в составе БССР. С 15 января 1940 года в Новомышском районе Барановичской, с 8 января 1954 года — Брестской области, с 8 апреля 1957 года — в Барановичском районе. В период Великой Отечественной войны с июня 1941 года до 8 июля 1944 года оккупирована немецко-фашистскими войсками. На фронтах войны погибло 13 сельчан.
В 1978 году к деревне присоединена соседняя деревня Тодоровцы. До недавнего времени действовал магазин.
Имеется мемориальная доска герою Беларуси Владимиру Николаевичу Карвату, погибшему в 1996 году при выполнении учебно-тренировочного полёта вблизи деревни.

## Население
На 1 января 2023 года в деревне проживало 40 человек в 25 хозяйствах, из них 1 младше трудоспособного возраста, 20 в трудоспособном возрасте и 19 пенсионеров.
| Численность населения (по переписи) | Численность населения (по переписи) | Численность населения (по переписи) | Численность населения (по переписи) | Численность населения (по переписи) | Численность населения (по переписи) | Численность населения (по переписи) | Численность населения (по переписи) |
| 1909                                | 1921                                | 1939                                | 1959                                | 1970                                | 1999                                | 2009                                | 2019                                |
| ----------------------------------- | ----------------------------------- | ----------------------------------- | ----------------------------------- | ----------------------------------- | ----------------------------------- | ----------------------------------- | ----------------------------------- |
| 169                                 | ↘162                                | ↗348                                | ↘236                                | ↗257                                | ↘89                                 | ↘53                                 | ↘43                                 |